# شورای شمالگان

پرچم شورای شمالگان

شورای شمالگان (به انگلیسی: Arctic Council) یک انجمن بین‌دولتی بلندپایه مربوط به موضوعات مرتبط به دولت‌های شمالگان و مردم بومی آن است. هشت کشور مستقل درون مدار شمالگان که عضو این سازمان هستند عبارتند از کانادا، دانمارک، فنلاند، ایسلند، نروژ، روسیه، سوئد و ایالات متحده آمریکا.

## تاریخچه
نخستین قدم برای تشکیل شورا در سال ۱۹۹۱ رخ داد که هشت کشور قطبی استراتژی حفاظت از محیط زیست شمالگان (AEPS) را امضا کردند. اعلامیهٔ اُتاوا در سال ۱۹۹۶ شورای شمالگان را به عنوان یک انجمن برای ارتقاء همکاری، هماهنگی و تعامل میان کشورهای قطب شمال با مشارکت جوامع بومی قطب شمال و سایر ساکنان قطب شمال در مورد موضوعاتی چون توسعهٔ پایدار و حفاظت محیط زیست بنیان‌گذاری کرد. این شورا همچنین مطالعاتی را در مورد تغییرات آب و هوایی، نفت و گاز و حمل و نقل انجام داده‌است. در سال ۲۰۱۱، کشورهای عضو شورا پیمان جستجو و نجات شمالگان را تحت نظارت شورا منعقد کردند.

## عضویت و مشارکت
این شورا از کشورهای عضو و ناظر، «شرکت کنندگان دائمی» بومی و سازمان‌های ناظر تشکیل شده‌است.

### کشورهای عضو
فقط کشورهایی که دارای قلمرو در شمالگان هستند می‌توانند در شورا عضو شوند که به شرح زیر هستند:
- کانادا
- دانمارک؛ به نمایندگی از
  - گرینلند
  - جزایر فارو
- فنلاند
- ایسلند
- نروژ
- روسیه
- سوئد
- ایالات متحده آمریکا

### کشورهای ناظر
وضعیت ناظر برای کشورهای غیر شمالگانی مصوب شورا در جلسات وزیران است که هر دو سال یک بار انجام می‌شود. ناظران هیچ حق رأی در شورا ندارند. در ماه مه سال ۲۰۱۹، سیزده کشور غیر قطب شمال دارای وضعیت ناظر هستند. کشورهای ناظر برای اکثر جلسات شورا دعوت نامه دریافت می‌کنند. مشارکت آنها در پروژه‌ها و کارگروه‌ها در کارگروه‌ها همیشه ممکن نیست، اما این وضعیت چندین مشکل ایجاد می‌کند زیرا ناظران کمی می‌خواهند در چنین سطح مفصلی شرکت کنند.
کشورهای ناظر در سال ۲۰۱۹ به شرح زیر هستند:
- آلمان، ۱۹۹۸
- هلند، ۱۹۹۸
- لهستان، ۱۹۹۸
- پادشاهی متحده، ۱۹۹۸
- فرانسه، ۲۰۰۰
- اسپانیا، ۲۰۰۶
- چین، ۲۰۱۳
- هند، ۲۰۱۳
- ایتالیا، ۲۰۱۳
- ژاپن، ۲۰۱۳
- کره جنوبی، ۲۰۱۳
- سنگاپور، ۲۰۱۳
- سوئیس، ۲۰۱۷